# Joe Blade
Joe Blade is een computerspel voor verschillende platforms. Het spel werd ontwikkeld en uitgegeven door Players Software. Het spel kwam in 1986 uit voor de MSX. Later volgde ook andere platforms. De muziek van het spel is van Gary Biasillo. Het spel is een adventure.

## Platform
| Jaar | Platform                                         |
| ---- | ------------------------------------------------ |
| 1986 | MSX                                              |
| 1987 | Amstrad CPC, Commodore 64, ZX Spectrum           |
| 1988 | Amiga, Atari 8-bit, Atari ST, BBC Micro, Electro |
| 1990 | DOS                                              |

## Ontvangst
| Beoordeeld door                         | Platform     | Datum | Score |
| --------------------------------------- | ------------ | ----- | ----- |
| Computer and Video Games (CVG)          | Amstrad CPC  | 1987  | 90%   |
| Computer and Video Games (CVG)          | Atari ST     | 1990  | 90%   |
| The Games Machine (GB)                  | Atari ST     | 1988  | 72%   |
| Atari Gamer - XL-XE Game Review Edition | Atari 8-bit  | 2013  | 70%   |
| Commodore User                          | Commodore 64 | 1987  | 70%   |
| Atari ST User                           | Atari ST     | 1988  | 70%   |
| ASM (Aktueller Software Markt)          | Atari ST     | 1988  | 63%   |